# Chêne Clovis
Pour les articles homonymes, voir Clovis (homonymie).
Le chêne Clovis, ou simplement le Clovis, est un ancien arbre remarquable situé dans la forêt de Fontainebleau, en France. Pluriséculaire et représenté dans de nombreuses œuvres, il est détruit lors d'un incendie en 1904.

## Situation et accès
L'arbre était situé sur le bord de la route Ronde, au rocher de Cuvier-Châtillon et non loin de la Belle Croix, au nord-ouest de la forêt de Fontainebleau et du territoire communal de Fontainebleau. Plus largement, il se trouvait dans le département de Seine-et-Marne, en région Île-de-France.

## Histoire
Le chêne aurait été regardé comme le plus vieux de la forêt, d'après ce que rapporte en 1845 le géologue Léonce Élie de Beaumont dans ses Leçons de géologie pratique. En ce qui concerne son nom de Clovis, l'historien local Félix Herbet précise dans son Dictionnaire historique qu'il était déjà connu ainsi en 1839. Cependant, en 1836 déjà, le poète-menuisier bellifontain Alexis Durand en écrit une note dans ses Poèmes en quatre chants avec cette dénomination.
Dans la semaine du 17 au 23 juillet 1893, un incendie éclate sur des terrains compris entre le chêne et le chemin conduisant à la mare à Piat : « peu important en raison du terrain peu planté en arbres, parsemé de trous et de rochers », le Clovis en est épargné. Un autre incendie a toutefois raison de lui : celui d'une série ayant lieu les 14 et 15 août 1904,,. L'écrivain belge Eugène Demolder écrit dans L'Art moderne ses observations du 18 août : « du Clovis il reste un monceau de cendres, quelques branches grisâtres, un bout du tronc écroulé que les flammes achèvent lentement. Des soldats, autour, assistent à son agonie, comme à celle d'un héros. ». Plusieurs photographes immortalisent d'ailleurs les scènes des incendies et un en particulier, M. Ménard, à l'occasion de l'installation chez lui d'un atelier de phototypie, imprime une carte postale avec la mort de ce chêne de pair avec celui d'un autre, victime lui aussi de l'incendie dans le même secteur,.

Cartes postales du Clovis à la suite de l'incendie
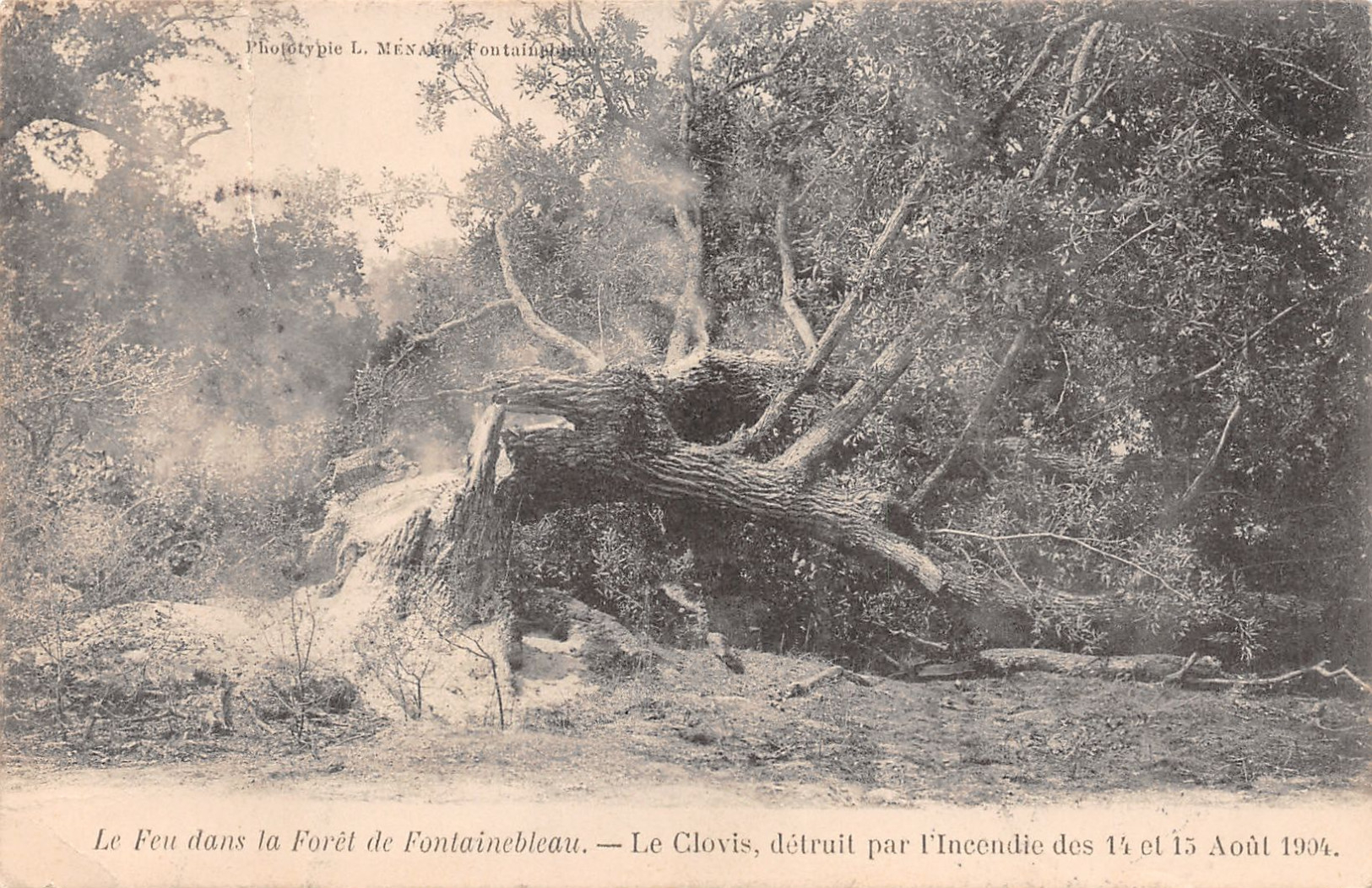
Le Clovis en proie aux flammes, brisé, photographié probablement pendant l'incendie.
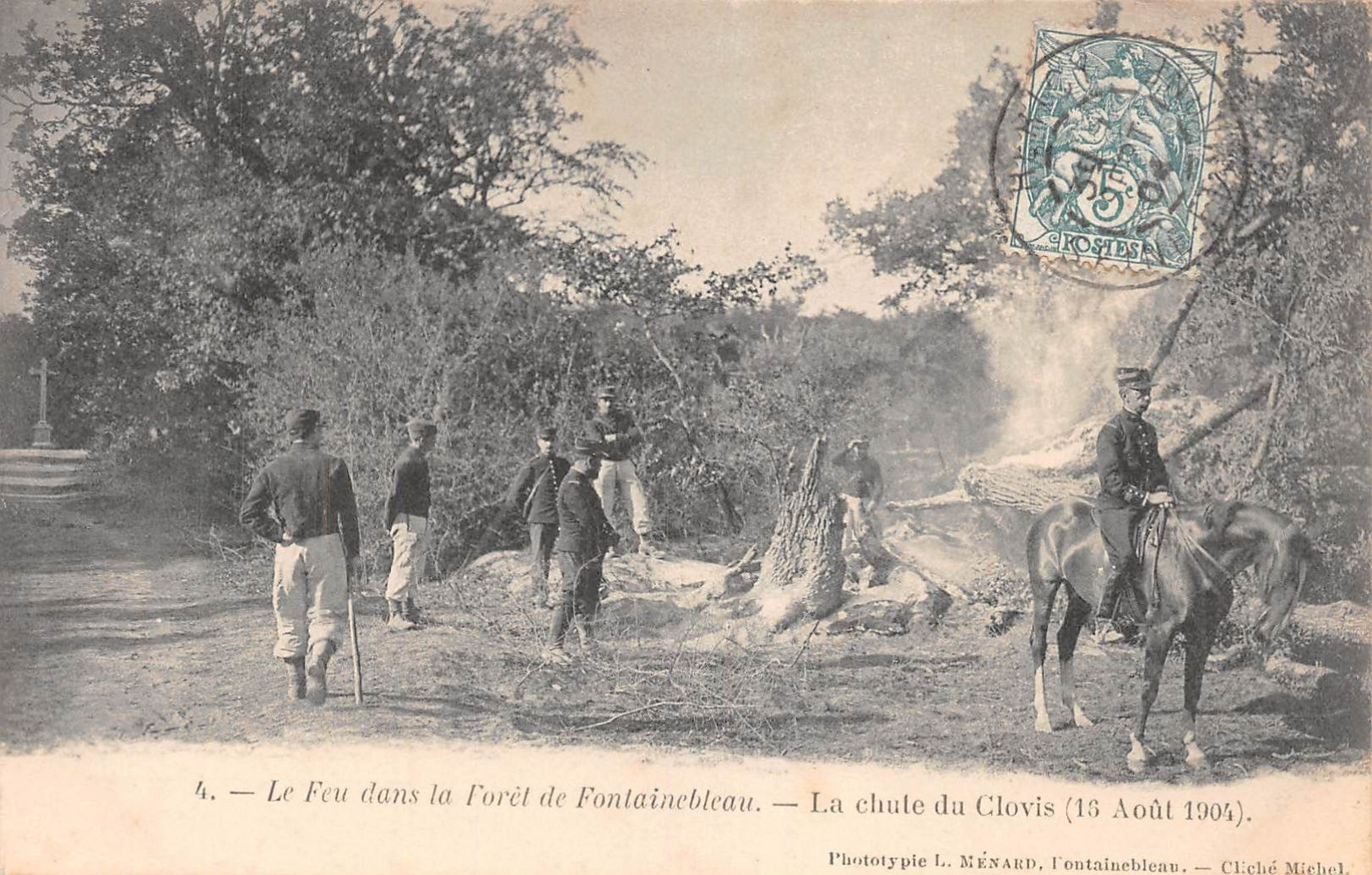
Le Clovis détruit avec les soldats l'observant autour, le 16 août 1904.

## Structure
Le poète-menuisier Alexis Durand précise ainsi que « cet arbre, qui en formait deux autrefois, n'a plus d'écorce ; encore présente-t-il au Nord une ouverture, par où plusieurs personnes peuvent s'introduire et se cacher ensemble dans le tronc du vieil arbre ». Léonce Élie de Beaumont le décrit, quant à lui, en 1845, comme « un chêne creux, presque dépouillé de ses branches ».

## Représentations culturelles

### Arts visuels
Dans les arts visuels, les chênes de la forêt de Fontainebleau sont représentés avec prépondérance. Le Clovis se range donc aux côtés d'autres chênes notoires du massif multiplement représentés comme les chênes Charlemagne, Henri-IV ou bien Sully.
- 1846 : dessins et lithographies par Georges Muller[2]
- 1848 : Le Clovis par Henri-Marie Parmentier[2]
- Le Clovis par Jules Jacques Veyrassat, gravé par Félix Augustin Milius[2]
- Lithographies par Claude-François Denecourt[2]

### Littérature
- Poème d'un dénommé F. Hamelin cité par Eugène Plouchart en 1925, inspiré par le verglas du 23 janvier 1879[10] :

« [...] Charlemagne, Clovis, Pharamond ces vieillards

Qu'a respecté des ans le flot hardi, hagards,

Sentant le sol trembler sous leurs pieds séculaires,

Épouvantés devant ces brutales colères

Que leur antique front ne connaît encor pas

Tressaillent, et l'un l'autre ils se causent tout bas... »

« Le Clovis, atterré, ne dit rien et songe. En même temps, il écoute un petite oiseau, et ce petit oiseau chante, « de son gosier », un chant d'espoir. »